# Polystichum × jamunae
Polystichum × jamunae là một loài dương xỉ trong họ Dryopteridaceae. Loài này được Fraser-Jenk. mô tả khoa học đầu tiên năm 1991.
Danh pháp khoa học của loài này chưa được làm sáng tỏ. 